# Курсовая система «Гребень»
«Гребень» — авиационная бортовая курсовая система. Используется в качестве основной на вертолётах Ка-27, Ка-29, Ка-32, Ми-24, Ми-26 и резервной на некоторых других летательных аппаратах.

## Назначение
Курсовая система предназначена для определения курса и выдачи сигнала курса потребителям. Система производится в двух основных вариантах — «Гребень-1» и «Гребень-2». В последнем случае система резервирована и имеет два гироагрегата и два блока усилителей.

## Состав одноканальной системы
- гироагрегат ГА-8
- пульт управления ПУ-38 (ПУ-39)
- коррекционный механизм КМ-2
- индукционный датчик ИД-6
- блок усилителей БУ-12
- рама амортизационная РА-6

## Работа системы
В системе используется принцип совместной работы трёхстепенного гироскопа направления с магнитным датчиком курса (корректором). Корректор определяет курс самолёта (вертолёта) относительного магнитного или истинного меридиана и выдаёт его для коррекции сигналов курса, снимающегося с гироскопа. Режим гирополукомпаса (ГПК) является основным режимом работы системы и предназначен для начального согласования перед взлётом сигналов курса по магнитному курсу от магнитного корректора, или по истинному курсу от астрокорректора, или от задатчика курса при известном стояночном курсе самолёта (вертолёта). На вертолётах режим астрокоррекции не используется ввиду отсутствия бортового оборудования.
Время готовности системы к работе составляет 5 минут.